# 弗兰基·费森
弗兰基·罗塞尔·费森（英語：Frankie Russel Faison，1949年6月10日—）是一名美国演员。

## 生平

### 个人生活
费森生于弗吉尼亚州紐波特紐斯，是卡梅纳（Carmena）和埃德加·费森（Edgar Faison）之子。曾在伊利诺伊州布卢明顿的伊利诺伊卫斯理大学读戏剧专业。他娶了简·曼德尔（Jane Mandel），两人住在新泽西州的蒙特克莱尔（Montclair）。
2002年，费森获得了母校的荣誉博士学位，并在毕业典礼上做了主题演讲。

## 演员生涯
1974年为纽约莎士比亚节（New York Shakespeare Festival）排演的《李尔王》成了费森演艺生涯的开始。之后他参演了小型电视剧《火热英雄三明治》（Hot Hero Sandwich）。在1980年，费森在大荧幕上亮相，他在电影《长假漫漫》（Permanent Vacation）中饰演“门厅里的男子”。之后是一连串的小角色，直到1986年他参演了《1987大懸案》。同年，他又出现在史蒂芬·金作品改编的电影《火魔战车》（Maximum Overdrive）中。1988年，他出现在艾迪·墨菲和詹姆斯·厄尔·琼斯共同出演了影片《來去美國》，他在其中饰演房東。另一个主要角色是在惊悚片《沉默的羔羊》中饰演巴尼，该角色也使得费森在将来能得到更多出镜机会，他后来又出演了续集《人魔》及《红龙》。
1990-1991播出季，费森参演了福克斯广播公司的情景喜剧《真实的颜色》（True Colors）。费森在HBO罪案剧情剧《火线》中饰演巴尔的摩市警察局局长厄尔文·巴瑞尔（Ervin Burrell）。

## 演出作品

### 電影
- 《长假漫漫》（Permanent Vacation）
- 《1987大懸案》
- 《火魔战车》（Maximum Overdrive）
- 《來去美國》
- 《沉默的羔羊》
- 《人魔》
- 《红龙》
- 《偷天遊戲》（The Thomas Crown Affair）

### 電視
- 《火热英雄三明治》（Hot Hero Sandwich）
- 《真实的颜色》（True Colors）
- 《火线》